# جون إل. غونت
جون إل. غونت (بالإنجليزية: John L. Gaunt)‏ هو مصور وصحفي أمريكي، ولد في 4 يونيو 1924، وتوفي في 26 أكتوبر 2007.